# 维克托·什克洛夫斯基

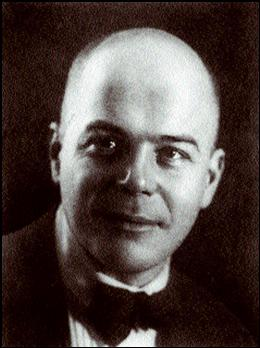
维·鲍·什克洛夫斯基

維克托·鮑里索維奇·什克洛夫斯基（俄语：Виктор Борисович Шкловский），1893年1月24日 (儒略曆：1月12日)生於聖彼得堡，是蘇聯時期的批評家、作家和宣傳家。蘇聯形式主義的發起人之一。
1984年12月6日卒於列寧格勒。